# Macrocalamus schulzi
Macrocalamus schulzi är en ormart som beskrevs av Vogel och David 1999. Macrocalamus schulzi ingår i släktet Macrocalamus och familjen snokar. IUCN kategoriserar arten globalt som livskraftig. Inga underarter finns listade i Catalogue of Life.
Arten förekommer på södra Malackahalvön i Malaysia. Den vistas i bergstrakter vid cirka 1510 meter över havet. Macrocalamus schulzi lever i fuktiga bergsskogar och den gräver tidvis i marken.